# Forno de lareira múltipla

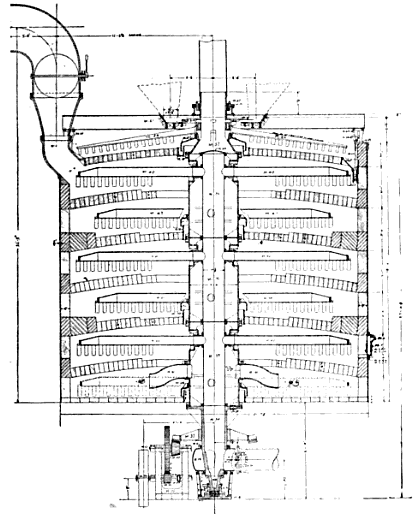
Rascunho de um forno de lareira múltipla.

Forno de lareira múltipla (do inglês: Multiple hearth furnace (MHF), conhecido também como calcinador vertical e herreshoff, é um tipo de forno industrial que opera em alta temperatura, utilizado para processar produtos, como por exemplo, calcinação de minérios, como magnesita e talco, dando calibração necessária para utilização. Pode ser utilizado também para tratamento de lodo de esgoto. O primeiro projeto simples e mecânico de um forno de lareira múltipla foi elaborado em 1889, por Nathanael Greene Herreshoff. Deste modelo surgiram outros até atingir o modelo atual.

## Estrutura e funcionamento
Sua estrutura é montada em forma vertical e circular, também conhecida como concha (parte fixa do complexo); constituída de aço e é revestida internamente com tijolos refratários, para suportar altas temperaturas (até 1 000 graus Celsius). Possui um eixo central vertical de ferro fundido, que percorre ao longo da estrutura. Na sua base está acoplado o motor, que o faz girar. Neste eixo são instalados os braços mecânicos de aço, que giram em sentido horário, obedecendo ao movimento do motor. No teto da concha há orifícios (geralmente dois) de alimentação, onde é depositado o material a ser processado lareira abaixo. Durante o processamento, o material vai sendo dispensado através de orifícios no piso da lareira, que também são construídos com tijolos refratários. Elas são montadas em forma circular, acompanhando o formato da concha, uma acima da outra. O material, então, é movimentado circularmente e dispensado gradualmente, através destes orifícios, até a próxima lareira de nível mais baixo e, assim, sucessivamente até chegar no compartimento final (na base), onde é recolhido.
O forno de lareira múltipla pode ser construído com variações de velocidade e tempo, a depender do tipo de material a ser processado; pode também ser dividido em zonas de temperatura variável. No eixo central há um orifício por onde o ar frio é conduzido, para resfriamento dos braços móveis das lareiras. Este tipo de forno utiliza queimadores que são alimentados por combustíveis fósseis como gás natural e propano, entre outros
Os fornos de lareira múltipla podem ser totalmente reconstruídos, reconfiguráveis e automatizados em todos os seus setores, sendo a temperatura a que mais passa por atualizações, por ser gerada por queimadores. A distribuição de temperatura depende do processo a ser aplicado. Quando se processa minério, por torrefação, pode ser por queima direta ou indireta. Quando os queimadores são dispostos diretamente no interior da lareira, realiza-se a queima direta e quando são instalados em uma câmara de combustão, realiza-se a queima indireta. Quando o material precisa ser incinerado, os queimadores podem ser instalados de modo que a temperatura flua contra a corrente do material a ser processado.
Tecnicamente, os fornos podem funcionar em temperatura única ou em fases de temperatura por seção, isso é, mantendo temperaturas diferentes em cada fornalha, se o material for passar por processo gradual de tratamento térmico, como é o caso do caulim. A temperatura no interior da concha pode variar entre 400 e 1 000 graus Celsius. Todo esse complexo exige uma ampla cadeia automatizada de operações.

## ligações externas
- «RHI Magnesita»
- «Xilolite S.A.»
- «IBAR S.A.»